# 高速民間輸送
高速民間輸送
- 用途：超音速輸送機
- 設計者：NASA
- 製造者：
- 運用状況：研究

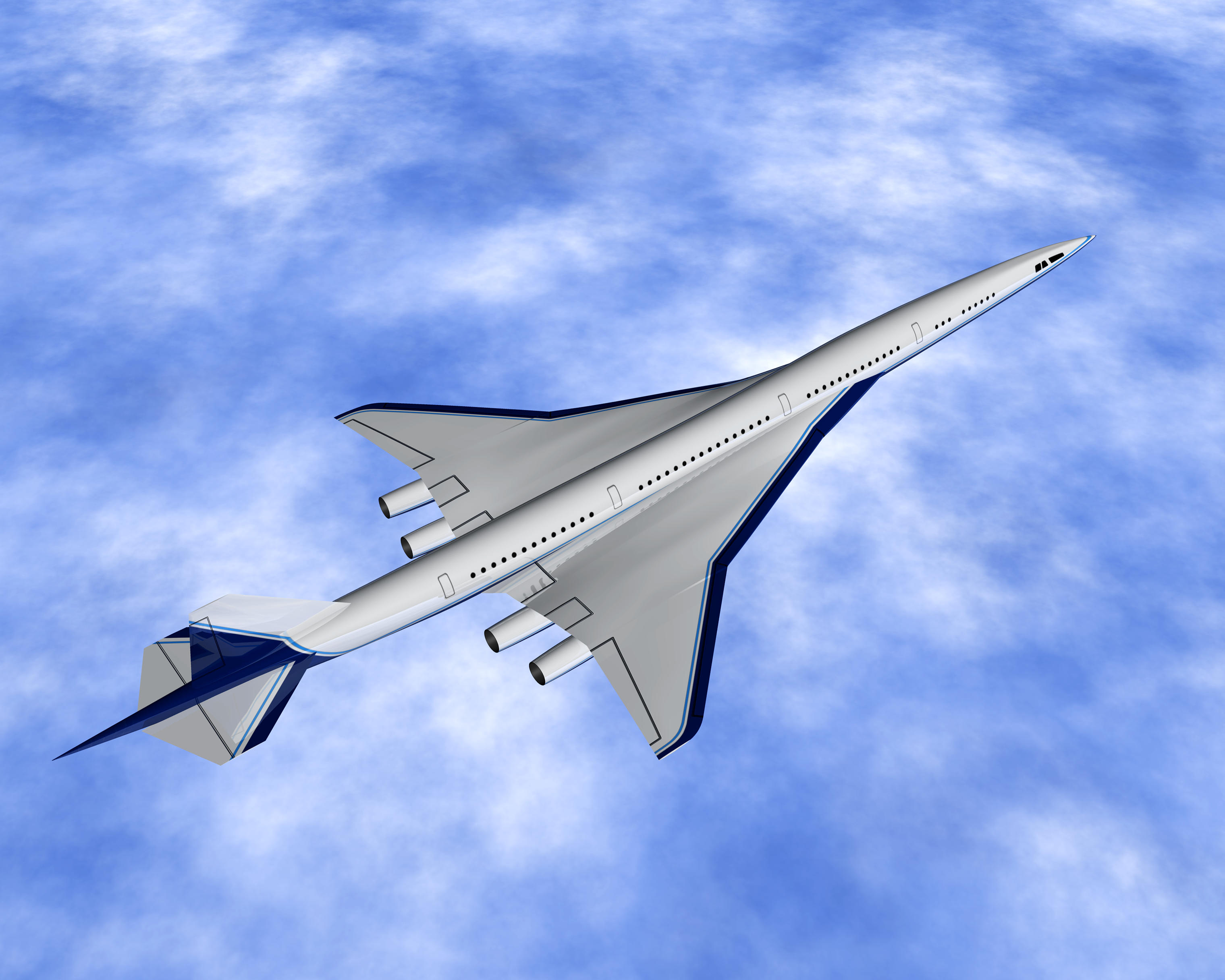
HSCTの概念的なレンダリング（1998年）

高速民間輸送（英語: High Speed Civil Transport(HSCT)）は、環境的に受け入れられ、経済的に実現可能な超音速輸送機の設計と製造に必要な技術を開発するNASAのHigh-Speed Research（HSR）プログラムの焦点となった超音速旅客機。プロジェクトは、1990年に開始され1999年に終了した。この航空機は、マッハ2.4、または音速の2倍以上の速度で巡航することを基本とした将来の超音速旅客機の最新テクノロジーを採用することが目標であった。
大西洋や太平洋を、亜音速機の半分の時間で横断、燃料効率が高く300人の乗客を運ぶことができ、亜音速機よりわずかに高い価格のチケットを購入できるようにするなどを目標としていた。2002年の業界主導の製品発売決定に十分な技術を提供し、製品化されれば20年以内に初飛行ができるような技術を提供することであった。
このプログラムは、英仏共同のコンコルドとソ連のツポレフ Tu-144の成功と失敗、そして1970年代前半に行われたNASAの超音速輸送機（SST）計画（後者はロッキード L-2000とボーイング2707を参照。）を基に作られた。
コンコルドとTu-144はどちらも量産機を生産したが、どちらも開発費用を回収できるほどの十分な数は生産されなかった。